# Boloria chariclea
Boloria chariclea (лат.) — вид бабочек из семейства нимфалид.

## Этимология
Видовое название дано в честь Хариклеи (Харикло) — любимицы и подруги Афины.

## Распространение
Арктические области Голарктики: зональные тундры Фенноскандии, России (от Кольского полуострова до Чукотки и Камчатки) и Северной Америки, Гренландия.

## Описание
Длина переднего крыла 16—20 мм. Бабочки населяют ерниковые, ерниково-луговинные и полигональные тундры. Время лёта в июле — начале августа. Генерация двухгодичная. Питание имаго наблюдается на соцветиях горца большого (Polygonum bistorta). Бабочки часто сидят в тени камней или кустарников. Гусеница питается растениями фиалки (Viola), а в Северной Америке ивами (Salix). Кормовые растения гусениц в Восточной Европе не известны.